# Jannet Koomen
Jannet Koomen is een Nederlands langebaanschaatsster. 
Tussen 1996 en 1999 nam Koomen meermaals deel aan de NK Allround, de NK Afstanden en het NK Sprint.

## Records

### Persoonlijke records[3]
| Afstand    | Tijd    | Datum            | Baan       |
| ---------- | ------- | ---------------- | ---------- |
| 500 meter  | 42,89   | 6 maart 1996     | Calgary    |
| 1000 meter | 1.26,67 | 9 februari 1997  | Heerenveen |
| 1500 meter | 2.10,46 | 5 december 1998  | Berlijn    |
| 3000 meter | 4.33,78 | 6 december 1998  | Berlijn    |
| 5000 meter | 8.06,25 | 14 februari 1999 | Groningen  |